# Chicacao
Chicacao es un municipio del departamento de Suchitepéquez de la región sur-occidente de la República de Guatemala. Originalmente era una aldea del municipio de Atitlán en Sololá, y perteneció al efímero Estado de Los Altos entre 1838 y 1840, pero fue elevado a municipio de ese departamento el 5 de marzo de 1889.

## Toponimia
El origen del topónimo «Chicacao» no se conoce con exactitud, aunque existen dos historias populares al respecto: 
1. El topónimo  se deriva de los dos términos: «Chi» que significa «entre» y «Cacao», por lo que signifcaría «Entre cacao».[2]
2. Hubo un poblador indígena llamado Francisco Chicajau que donó dos caballerías para que el municipio se fundara, y en honor a él, nombraron al municipio con la traducción en español de su apellido.[cita requerida]

## División política
El municipio se divide en treinta y dos centros poblados, además de la cabecera municipal; cuenta con dos aldeas, nueve caseríos y veintiún cantones.

## Demografía
El municipio tiene una población aproximada de 49 956 según el censo de población del año 2002 con una densidad de 231 personas por kilómetro cuadrado; esto lo convierte en el segundo municipio más poblado del departamento de Suchitepéquez por debajo únicamente de la cabecera departamental Mazatenango. Existe una mayoría de personas indígenas con un porcentaje de 81.08% mientras que el 18.92% es de raza ladina.

## Geografía física
El municipio de Chicacao tiene una extensión territorial de 216 km² convirtiéndolo en uno de los más grandes del departamento de Suchitepéquez.

### Clima
La cabecera municipal de Chicacao tiene clima tropical (Clasificación de Köppen: Am).
| Parámetros climáticos promedio de Masagua | Parámetros climáticos promedio de Masagua | Parámetros climáticos promedio de Masagua | Parámetros climáticos promedio de Masagua | Parámetros climáticos promedio de Masagua | Parámetros climáticos promedio de Masagua | Parámetros climáticos promedio de Masagua | Parámetros climáticos promedio de Masagua | Parámetros climáticos promedio de Masagua | Parámetros climáticos promedio de Masagua | Parámetros climáticos promedio de Masagua | Parámetros climáticos promedio de Masagua | Parámetros climáticos promedio de Masagua | Parámetros climáticos promedio de Masagua |
| Mes                                       | Ene.                                      | Feb.                                      | Mar.                                      | Abr.                                      | May.                                      | Jun.                                      | Jul.                                      | Ago.                                      | Sep.                                      | Oct.                                      | Nov.                                      | Dic.                                      | Anual                                     |
| ----------------------------------------- | ----------------------------------------- | ----------------------------------------- | ----------------------------------------- | ----------------------------------------- | ----------------------------------------- | ----------------------------------------- | ----------------------------------------- | ----------------------------------------- | ----------------------------------------- | ----------------------------------------- | ----------------------------------------- | ----------------------------------------- | ----------------------------------------- |
| Temp. máx. media (°C)                     | 31.2                                      | 31.9                                      | 32.3                                      | 32.2                                      | 32.1                                      | 31.2                                      | 31.7                                      | 31.6                                      | 30.5                                      | 30.3                                      | 30.7                                      | 30.8                                      | 31.4                                      |
| Temp. media (°C)                          | 24.8                                      | 25.6                                      | 26.0                                      | 26.4                                      | 26.7                                      | 26.1                                      | 26.4                                      | 26.3                                      | 25.6                                      | 25.3                                      | 25.3                                      | 24.8                                      | 25.8                                      |
| Temp. mín. media (°C)                     | 18.4                                      | 18.9                                      | 19.7                                      | 20.6                                      | 21.3                                      | 21.1                                      | 21.1                                      | 21.1                                      | 20.7                                      | 20.4                                      | 20.0                                      | 18.8                                      | 20.2                                      |
| Precipitación total (mm)                  | 20                                        | 37                                        | 60                                        | 167                                       | 364                                       | 584                                       | 433                                       | 462                                       | 628                                       | 521                                       | 177                                       | 62                                        | 3515                                      |
| Fuente: Climate-Data.org                  |                                           |                                           |                                           |                                           |                                           |                                           |                                           |                                           |                                           |                                           |                                           |                                           |                                           |

### Ubicación geográfica
Chicaco está localizado en el departamento de Suchitepéquez y se encuentra a una distancia de 17 km de la cabecera departamental Mazatenango. Sus colindancias son:
- Norte: Santa Clara La Laguna, San Juan La Laguna, San Pedro La Laguna y Santiago Atitlán, municipios del departamento de Sololá
- Sur: Río Bravo, municipio del departamento de Suchitepéquez
- Oeste: San Pablo Jocopilas, Santo Tomas La Unión, San Antonio Suchitepéquez y San José El Ídolo, municipios del departamento de Suchitepéquez
- Este: Río Bravo y Santa Bárbara, del departamento de Suchitepéquez y el municipio del departamento de Sololá Santiago Atitlán[6]

|                                                                                             | Norte: Santa Clara La Laguna San Juan La Laguna San Pedro La Laguna Santiago Atitlán |                                                |
| Oeste: San Pablo Jocopilas Santo Tomas La Unión San Antonio Suchitepéquez San José El Ídolo |                                                                                      | Este: Santiago Atitlán Río Bravo Santa Bárbara |
|                                                                                             | Sur: Río Bravo                                                                       |                                                |

## Gobierno municipal
Los municipios se encuentran regulados en diversas leyes de la República, que establecen su forma de organización, lo relativo a la conformación de sus órganos administrativos y los tributos destinados para los mismos.  Aunque se trata de entidades autónomas, se encuentran sujetos a la legislación nacional y las principales leyes que los rigen desde 1985 son:
| N.º | Ley                                                | Descripción |
| --- | -------------------------------------------------- | --- |
| 1   | Constitución Política de la República de Guatemala | Tiene una regulación legal específica para los municipios en los artículos 253 al 262. |
| 2   | Ley Electoral y de Partidos Políticos              | Ley de carácter constitucional aplicable a los municipios en el tema de la conformación de sus autoridades electas. |
| 3   | Código Municipal                                   | Decreto 12-2002 del Congreso de la República de Guatemala. Tiene la categoría de ley ordinaria y contiene preceptos generales aplicables a todos los municipios, e inclusive contiene legislación referente a la creación de los municipios.             |
| 4   | Ley de Servicio Municipal                          | Decreto 1-87 del Congreso de la República de Guatemala. Regula las relaciones entra la municipalidad y los servidores públicos en materia laboral. Tiene su base constitucional en el artículo 262 de la constitución que ordena la emisión de la misma. |
| 5   | Ley General de Descentralización                   | Decreto 14-2002 del Congreso de la República de Guatemala. Regula el deber constitucional del Estado, y por ende del municipio, de promover y aplicar la descentralización y desconcentración económica y administrativa.                                |

El gobierno de los municipios está a cargo de un Concejo Municipal mientras que el código municipal —ley ordinaria que contiene disposiciones que se aplican a todos los municipios— establece que «el concejo municipal es el órgano colegiado superior de deliberación y de decisión de los asuntos municipales […] y tiene su sede en la circunscripción de la cabecera municipal»; el artículo 33 del mencionado código establece que «[le] corresponde con exclusividad al concejo municipal el ejercicio del gobierno del municipio».
El concejo municipal se integra con el alcalde, los síndicos y concejales, electos directamente por sufragio universal y secreto para un período de cuatro años, pudiendo ser reelectos.
Existen también las Alcaldías Auxiliares, los Comités Comunitarios de Desarrollo (COCODE), el Comité Municipal del Desarrollo (COMUDE), las asociaciones culturales y las comisiones de trabajo. Los alcaldes auxiliares son elegidos por las comunidades de acuerdo a sus principios y tradiciones, y se reúnen con el alcalde municipal el primer domingo de cada mes, mientras que los Comités Comunitarios de Desarrollo y el Comité Municipal de Desarrollo organizan y facilitan la participación de las comunidades priorizando necesidades y problemas.

## Historia

### El efímero Estado de Los Altos

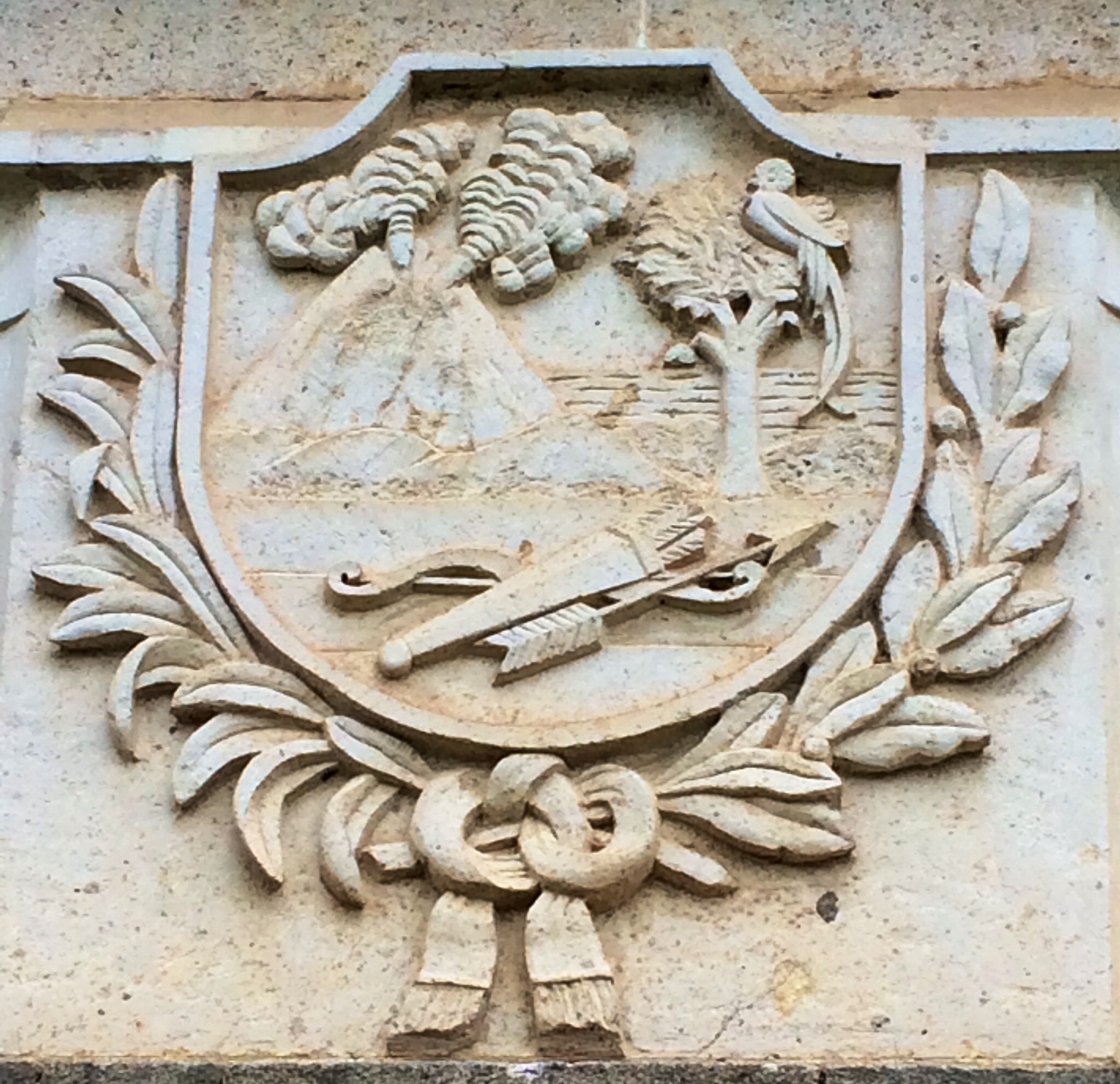
Escudo del Estado de los Altos

A partir del 3 de abril de 1838 Chicacao era una aldea de Atitlán, la cual fue parte de la región que formó el efímero Estado de Los Altos y que forzó a que el Estado de Guatemala se reorganizara en siete departamentos y dos distritos independientes el 12 de septiembre de 1839:
- Departamentos: Chimaltenango, Chiquimula, Escuintla, Guatemala, Mita, Sacatepéquez, y Verapaz
- Distritos: Izabal y Petén[9]

Las hostilidades se rompieron entre Guatemala y Los Altos en Sololá el 25 de enero de 1840; el general guatemalteco Rafael Carrera venció a las fuerzas del general Agustín Guzmán e incluso apresó a éste mientras que el general Doroteo Monterrosa venció a las fuerzas altenses del coronel Antonio Corzo el 28 de enero.  El gobierno quetzalteco colapsó entonces, pues aparte de las derrotas militares, los poblados indígenas abrazaron la causa conservadora de inmediato; al entrar a Quetzaltenango al frente de dos mil hombres, Carrera fue recibido por una gran multitud que lo saludaba como su «libertador». El 26 de febrero de 1840 el gobierno de Guatemala colocó a Los Altos bajo su autoridad y el 13 de agosto nombró al corregidor de la región, el cual servía también como comandante general del ejército y superintendente.

### Fundación del municipio
Chicacao permaneció como una aldea del municipio de Atitlán en el departamento de Sololá y estuvo intentando en convertirse en municipio independiente, lo que le denegó el gobierno varias veces, siendo la última vez durante el gobierno del presidente Manuel Lisandro Barillas quien el 29 de febrero de 1888 no aceptó la solicitud por no cumplir con los requisitos para el efecto.  Pero el 5 de marzo de 1889, tras hacer unos arreglos con unos finqueros de Pamaxán, los habitantes consiguieron que el propio presidente Barillas finalmente accediera a la solicitud para la fundación del municipio; el Acuerdo Gubernativo dice textualmente:
| Palacio del Poder Ejecutivo: Guatemala, 5 de marzo de 1889 Traída a la vista la solicitud de los vecinos de la aldea de Chicacao y de los finqueros de Pamaxán, departamento de Sololá, relativa a que se erija en municipio independiente la mencionada aldea: Considerando: - Que los peticionarios indican la conveniencia de tomar para aquel municipio dos caballerías de terreno alrededor del caserío actual, a efecto de dividirlas en lotes, que se adjudicarán a los mismos peticionarios para que éstos construyan habitaciones; - Que los actuales poseedores de estos terrenos han manifestado que no tienen inconveniente en cederlo, una vez que se les reponga con una extensión doble en alguno de los baldíos de que el gobierno pueda disponer; - Que llevado a cabo ese repartimiento se tendrá un número de habitantes mayor al que marca la ley; y que la nueva población puede contar con recursos suficientes para subvenir a sus necesidades, según informa el Jefe Político respectivo; Por tanto: Con presencia de lo pedido en el Ministerio Fiscal, el Presidente de la República Acuerda: De conformidad: quedando facultado el Jefe Político de Sololá para dictar todas las providencias que conduzcan al cumplimiento de esta disposición con las cuales deberá dar cuenta oportunamente. Comuníquese. Manuel Lisandro Barillas —Recopilación de Leyes de la República de Guatemala, 1889 |

No obstante, debido a problemas administrativos, la corporación municipal de Chicacao fue suprimida el 25 de octubre de 1889 y en su lugar se asignó a un juez municipal con un sueldo de 30 pesos mensuales.

### Demarcación política de Guatemala de 1902
El gobierno del licenciado Manuel Estrada Cabrera publicó en 1902 la Demarcación política de la República y en ella describe a Chicacao de la siguiente forma: «su cabecera es el pueblo del mismo nombre, a 72 km de Sololá, ocupa un área de 277 caballerías, 28 manzanas. El clima en unas partes es caliente y en otras templado.  Las producciones principales son: café y caña de azúcar. No se distingue por ninguna industria».